# The Amazing Spiez!
The Amazing Spiez! (originalmente como SpieZ! Nouvelle Génération; no Brasil como Os Incríveis Espiões e em Portugal como Mini Espiões) é uma série de desenho animado criada e desenvolvida por David Michel e Vincent Chalvon-Demersay. Foi produzida pelo estúdio francês Marathon Media (o mesmo de Martin Mystery, assim como de Totally Spies!), e coproduzida pela Image Entertainment Corporation e Canal J. A série é um spin-off de Totally Spies!, outra série da Marathon Media. Na França, a série estreou no TF1 em 1º de abril de 2009. Seu episódio final foi transmitido em 25 de maio de 2012. No Brasil, a série foi dublada pelo estúdio CBS.
A série segue quatro irmãos: Lee, Marc, Megan e Tony, que foram escolhidos pela WOOHP (Organização Mundial Para Proteção Humana) para se tornarem espiões internacionais. Juntos, os espiões aprendem a conciliar a vida cotidiana com suas missões.

## Sinopse
Série de animação onde quatro irmãos: Lee, Marc, Megan e Tony Clark, estudantes da Escola Southdale, se tornaram espiões da WOOHP (Organização Mundial de Proteção Humana, em português). Comandados por Jerry, eles irão se envolver nas mais perigosas missões. A WOOHP recrutou espiões  para combater o crime. As missões deles são geralmente mais infantis, mais rápidas e o desenho tem um estilo de gibi.

## Personagens
- Lee — Lee é o irmão mais velho (13 anos) dos 4 irmãos e é considerado o mais forte do grupo. Está na 7ª série (8º ano). Ele é muito atlético e o mais habilidoso espião no grupo. Ele é super-protetor, quer ser independente, e tem muita cautela com seus irmãos. Ele também é piloto de avião a jato. Seu uniforme de espião é vermelho. Assim como Clover, que é fanática pelos garotos, Lee é fanático pelas garotas.

- Marc — Marc tem 12 anos e está na 6ª série (7º ano). É o mais inteligente do grupo. Ele é chamado de “gênio” da família. Seu uniforme de espião é azul. Sua genialidade é comparada à de Sam.

- Megan — Megan, gêmea fraterna de Marc, tem 12 anos de idade e está na 6ª série (7º ano). É muito otimista, além de ter alta energia de garota. Adora sair com seus irmãos. Ela costuma fazer piadas o tempo todo. Por muitas vezes ela é lembrada por seus irmãos que é “apenas uma garota”. Ela às vezes muda de lugar com Lee no lugar de piloto do avião a jato. Seu uniforme de espiã é em tom rosa escuro. Alguns dizem que Megan lembra Alex.

- Tony — Tony tem 11 anos, está na 5ª série (6º ano). É o irmão caçula da família Clark. Tony é um garoto super agitado. É impaciente. Confia muito no senso comum e também na intuição. É muitas vezes menosprezado por ser o mais novo do grupo. Como ele não gosta de “pensar” antes de agir, por vezes, deixa os espiões com problemas. Sua vestimenta de espião é amarela.

- Tami — Tami tem 13 anos e é uma garota popular no colégio dos espiões. Ela é uma “rival” de Megan. Ela faz parte do clube de teatro. Ela lembra Mandy de Três Espiãs Demais. Tem uma queda por Lee, mostrada em alguns episódios.

- Jerry Lewis — É o chefe da equipe, o mesmo da série original. Com os Clark, assume mais seu lado paternal do que seu lado de chefe. É constantemente alvo de piadas, devido à sua calvície. É inspirado nítidamente nos personagens M e Q originados dos filmes de James Bond. A série lembra as aventuras de James Bond

- Sr. Cal e Sra. Karen Clark — São os pais dos espiões. Nem fazem ideia de que seus filhos são espiões. Na juventude, também foram espiões, como é mostrado nos episódios finais da 1ª temporada, mas não se lembram mais disso.

- Tia Trudy — Apareceu pela primeira vez no episódio Operação Zumbido. É irmã mais velha de Karen. Por ser extremamente curiosa e xereta, quase revelou que seus sobrinhos eram espiões. Por sorte, Jerry foi capaz de apagar sua memória.

Observação: As personagens Sam, Clover e Alex da série original aparecem em alguns episódios.

## Episódios

### Primeira Temporada (2009-2010)
| #  | Título                                  |
| 1  | Operação Resgate dos Campeões           |
| 2  | Operação Dino-Mite                      |
| 3  | Operação Babá-Espião                    |
| 4  | Operação Reme ou Morra                  |
| 5  | Operação Celebridades                   |
| 6  | Operação Adolescentes Mutantes          |
| 7  | Operação Gus Jr                         |
| 8  | Operação Cruzeiro Maluco                |
| 9  | Operação Circo de Horrores              |
| 10 | Operação Bichos de Estimação            |
| 11 | Operação Cólegios Rivais                |
| 12 | Operação Bronze Nascer do Sol           |
| 13 | Operação Adrenalina                     |
| 14 | Operação Desastre no Rancho Amigo       |
| 15 | Operação Camaleão                       |
| 16 | Operação WOOCSI                         |
| 17 | Operação Crescimento                    |
| 18 | Operação Zumbido                        |
| 19 | Operação Crabby Bob*                    |
| 20 | Operação Velha Escola*                  |
| 21 | Operação Resgate no Deserto             |
| 22 | Operação Hacker Gigante                 |
| 23 | Operação Gêmeos Encrenqueiros - Parte 1 |
| 24 | Operação Gêmeos Encrenqueiros - Parte 2 |
| 25 | Operação Gêmeos Encrenqueiros - Parte 3 |
| 26 | Operação Ioiô Mestre Ninja*             |

- Os episódios marcados com asterisco (*) são aqueles que foram exibidos primeiramente no Brasil.
- No Brasil, a Rede Globo exibiu todos os episódios da primeira temporada na extinta TV Globinho em 2010.

### Segunda Temporada (2007-2008)
| #  | Título                               |
| 1  | Operação Robô Rebelde                |
| 2  | Operação Nano Espiões                |
| 3  | Operação Paparazzi do Mal            |
| 4  | Operação Falcão da Neve              |
| 5  | Operação Apartamentos Assassinos     |
| 6  | Operação Bicho Peludo                |
| 7  | Operação Agito Só                    |
| 8  | Operação Gus-Jitsu                   |
| 9  | Operação Ilha Esquecida              |
| 10 | Operação Tami Problema               |
| 11 | Operação Espiã Senior                |
| 12 | Operação Astro Louco                 |
| 13 | Operação Espiã Solo                  |
| 14 | Operação Trudy em Ação               |
| 15 | Operação Cereal Super Espião         |
| 16 | Operação Clone Espião                |
| 17 | Operação Risadinha                   |
| 18 | Operação Espuma Fantástica           |
| 19 | Operação Jerry Assustador - Parte I  |
| 20 | Operação Jerry Assustador - Parte II |
| 21 | Operação Roupa de Galinha            |
| 22 | Operação Diretora do Mal             |
| 23 | Operação Desmascara Noel             |
| 24 | Operação Ataque Furtivo              |
| 25 | Operação Boneca Atrevida             |
| 26 | Operação Arbustos                    |

- A segunda temporada começou a ser exibida na França no fim de 2009 e nos Estados Unidos em 5 de julho de 2010.
- No Brasil, esta temporada estreou no dia 3 de janeiro de 2011, às 10h50, na extinta TV Globinho, na Rede Globo.

## Transmissão
A partir de 16 de abril de 2022, a série começou a ficar disponível no canal oficial de Totally Spies! no YouTube, com novos episódios sendo postados aos sábados. A série também tem seu próprio canal no YouTube, criado em 2013, que posta principalmente destaques de vários episódios.